# Nový Ples
Nový Ples är en ort i Tjeckien. Den ligger i den centrala delen av landet, 110 km öster om huvudstaden Prag. Nový Ples ligger 269 meter över havet och antalet invånare är 291.
Terrängen runt Nový Ples är platt, och sluttar söderut.Runt Nový Ples är det ganska tätbefolkat, med 120 invånare per kvadratkilometer. Närmaste större samhälle är Hradec Králové, 14,9 km sydväst om Nový Ples. Trakten runt Nový Ples består till största delen av jordbruksmark.